# Арбі Стідгем
А́рбі Пе́ркінс Сті́дгем (англ. Arbee Perkins Stidham; 9 лютого 1917, Де-Валлс-Блафф, Арканзас — 26 квітня 1988, Чикаго, Іллінойс) — американський блюзовий співак і гітарист.

## Біографія
Народився 9 лютого 1917, Де-Валлс-Блафф, Арканзас. Син Ладді Стідгема і Мейбл Перкінс. Почав грати на саксофоні, послідуваши за своїм батьком Лудді Стідгемом, який був професіональним музикантом і працював в оркестрі Джиммі Лансфорда. Очолив власний гурт в Літл-Року, Арканзас, який акомпанував Бессі Сміт під час її гастролів на півдні країни у 1930 і 1930 роках. Часто виступав у Літл-Року та Мемфісі, доки у 1940-х не переїхав до Чикаго.
По приїзду до Чикаго, він зрозумів, що у нього краще виходить співати блюз, на що його надихнули Біг Білл Брунзі і Тампа Ред. Його перша сесія звукозапису відбулась у 1947 році на лейблі Victor, на якій він записав баладу «My Heart Belongs to You», яка стала хітом і посіла 1-е місце в чарті Race Records журналу «Billboard» у червні 1948 року, протримавшись у хіт-параді шість тижнів. Припинив грати на саксофоні через проблеми зі здоров'ям і взявся за гітару.
У 1950-х і 1960-х записувався як соліст на лейблах Victor, Sittin' In, Checker, Abco, Bluesville, Mainstream і Folkways. Записувався з Мемфісом Слімом, Джазом Гіллумом (1961); знявся в кінофільмі «Блюзмен» (1973). Багато виступав у клубах, взяв участь у багатьох фестивалях в США і закордоном. У 1970-х роках іноді читав лекції з блюзу в Клівледському університеті штату Огайо.
Помер 26 квітня 1988 року в Медичному центрі Чиказького університету, Іллінойс у віці 71 року.

## Дискографія

### Альбоми
- Arbee's Blues (Folkways, 1961)
- Blues by Jazz Gillum (Folkways, 1961)
- Tired of Wandering (Bluesville, 1961)
- Chicago Boogie-Woogie and Blues  (Folkways, 1963)
- A Time for Blues (Folkways, 1972)
- There's Always Tomorrow  (Folkways, 1973)

### Сингли
- «My Heart Belongs to You»/«I Found Out for Myself» (RCA Victor, 1948)
- «Mr. Commissioner»/«Someone to Tell My Troubles to» (Checker, 1952)
- «Don't Set Your Cap for Me»/«I Don't Play» (Checker, 1953)
- «I'll Always Remember You»/«Meet Me Half Way» (Abco, 1956)